# Siegfried Reich
Siegfried Reich (né le 29 septembre 1959 à Fallersleben (quartier de Wolfsbourg) en Allemagne) est un ex-joueur de football allemand.

## Palmarès
- Coupe d'Allemagne : 
  - 1995
- Championnat d'Allemagne D2
  - meilleur buteur : 1987 (26 buts), 1993 (27 buts).